# Krista Fanedl
Krista Fanedl, coniugata Dekleva (Maribor, 1º agosto 1941), è un'ex sciatrice alpina slovena che gareggiò per la nazionale jugoslava.

## Biografia
Sciatrice polivalente, Krista Fanedl debuttò in campo internazionale in occasione della Coppa Foemina 1958 (Abetone, 5-6 aprile), dove si classificò 21ª nella discesa libera e 13ª nello slalom speciale; ai IX Giochi olimpici invernali di Innsbruck 1964, sua unica presenza olimpica e iridata, si piazzò 31ª nella discesa libera, 37ª nello slalom gigante e non completò lo slalom speciale. Gli ultimi risultati della sua carriera agonistica furono le medaglie d'oro vinte dalla Fanedl in tutte le specialità dello sci alpino ai Campionati jugoslavi 1966.

## Palmarès

### Campionati jugoslavi
- 16 ori (slalom speciale, combinata nel 1960; slalom gigante nel 1961; slalom speciale nel 1962; slalom gigante, slalom speciale, combinata nel 1963; discesa libera nel 1964; discesa libera, slalom speciale, combinata nel 1965; discesa libera, slalom gigante, slalom speciale, combinata nel 1966)[2]